# 玛丽亚·卡丽达·科隆
玛丽亚·卡丽达·科隆（西班牙語：María Caridad Colón，1958年3月25日—），古巴女子田径运动员。她曾代表古巴参加1980年和1992年夏季奥林匹克运动会田径比赛，其中1980年奥运会获得一枚金牌。